# Wood Islands
Wood Islands é uma comunidade rural agrícula e de pesca localizada no sudeste do Condado de Queens, Ilha do Príncipe Eduardo, no Estreito de Northumberland. Ela leva o nome de várias pequenas ilhas florestais, em seguida, localizadas a várias centenas de metros da costa no Estreito de Northumberland. A comunidade de Wood Islands fica dentro do Lote 62 da ilha, que teve uma população em 2011 de 470 residentes, uma redução de 13% em relação à contagem do censo de 2006 de 540.